# Laganum decagonale
Laganum decagonale is een zee-egel uit de familie Laganidae.
De wetenschappelijke naam van de soort werd in 1827 gepubliceerd door Henri Marie Ducrotay de Blainville.